# Ruta Nacional 7

Die Ruta Nacional 7 – seit dem Dekret 115.261 aus dem Jahr 1942 offiziell auch Carretera Libertador General San Martín – ist eine der wichtigsten Ost-West-Verbindungen in Argentinien und bildet gemeinsam mit der Ruta CH-60 die kürzeste Landverbindung zwischen dem Pazifik-Hafen Valparaíso in Chile und Buenos Aires am Atlantik.

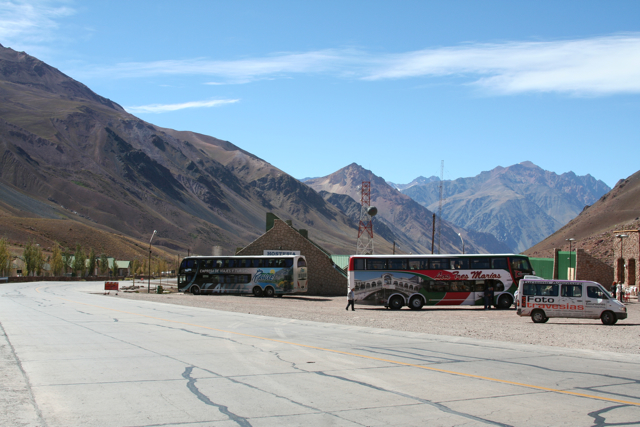
Ruta 7 nahe Puente del Inca

## Verlauf
Die Straße - über den kreuzungsfreien Zugang zur Autopista Perito Moreno und die Autopista 25 de Mayo direkt an das Stadtzentrum der argentinischen Hauptstadt angeschlossen - beginnt offiziell nach dem Überqueren des Autobahnringes der Hauptstadt, der Avenida General Paz. Sie verläuft durch die Provinzen Buenos Aires, Santa Fe, Córdoba, San Luis und Mendoza, bevor sie nach 1.224 Kilometer im Túnel del Cristo Redentor an der Grenze Chiles endet.

## Geschichte
Ursprünglich verlief schon zur Kolonialzeit zwischen Buenos Aires und Santiago de Chile der Camino Real del Oeste, der die Städte San Luis und Mendoza mit diesen Endpunkten verband. Mit der Errichtung einer Eisenbahnstrecke zwischen Buenos Aires und Mendoza im späten 19. Jahrhundert verlor die Straßenverbindung an Bedeutung. Erst das Aufkommen des Automobils führte 1932 zur Schaffung der Dirección Nacional de Vialidad (Nationale Direktion für Straßen) durch einen Beschluss des Nationalkongress. Im Zuge der Entscheidungen des Jahres 1935 kam es zum Beginn des Baus einer Straße parallel zur 1910 gebauten Linie der Ferrocarril Buenos Aires al Pacífico (BA&P – später Ferrocarril General San Martín (FCGSM)); der Trasse wurde die Nummer 7 zugeordnet.
Die Befestigung des Abschnitts zwischen Chacabuco und Junín war im Juni 1942 abgeschlossen. Der Straßenverlauf zwischen Junín und Laboulaye wurde 1968 geändert, die südlicher verlaufende Strecke wurde am 2. Oktober 1969 zwischen Junín und Rufino, am 28. Oktober 1969 zwischen Rufino und Laboulaye eröffnet. Die Arbeiten zum Ausbau der Strecke bis zur Einmündung der Ruta Nacional 8 nahe Villa Mercedes wurde 1975 abgeschlossen. Der verbleibende Abschnitt bis Mendoza war bereits 1940 befestigt worden.
Die Strecke zwischen Mendoza und Uspallata – die Caracoles de Villavicencio – führte über 365 Kurven auf über 3000 Meter über ein Vorgebirge der Anden und war spätestens Anfang der 1960er Jahre dem wachsenden Verkehrsaufkommen nicht mehr gewachsen. Deshalb wurde beschlossen, den Verlauf der Strecke in das Tal des Rio Mendoza zu verlegen. Westlich von Uspallata wurden die Arbeiten 1979 im Wesentlichen abgeschlossen, die Eröffnung des Túnel del Cristo Redentor im Mai 1980 machte die Benutzung des noch unbefestigten Abschnitts zwischen Las Cuevas und dem Paso de la Cumbre obsolet.

## Laguna La Picasa
Aufgrund der Erhöhung des Spiegels der Laguna La Picasa zwischen 1998 und 1999 wurden 14,5 km der Straße zwischen den Ortschaften Aaron Castellanos und Diego de Alvear an der Grenze zwischen den Provinzen Buenos Aires und Santa Fe überschwemmt. Aus diesem Grund mussten Fahrzeuge einen Umweg von 32 km über unbefestigte Strecken zurücklegen. Die Absenkung des Wasserspiegels der Laguna La Picasa erfolgt derzeit durch ein Pumpwerk in Rufino; diese Station soll durch eine weitere, noch nicht gebaute südlich der Lagune ergänzt werden.
Am 1. Februar 2006 begann die Arbeit zum Wiederaufbau der betroffenen Strecke der Route 7 mit der Aufschüttung eines Damms aus Basaltgestein, das aus einem Steinbruch in der Provinz San Luis stammen. Dabei wird die Fahrbahn auf ein Niveau von 2 Metern über dem höchsten Wasserstand der Lagune angehoben, die Fahrbahn befindet sich also etwa 6 Meter oberhalb des durchschnittlichen Wasserstands. Der Damm enthält drei Durchlässe, die durch jeweils 20 Meter lange Brücken überspannt werden.
Der Abschnitt wurde am 10. Juni 2007 für den Verkehr freigegeben.